# Chassalia petitiana
Chassalia petitiana är en måreväxtart som beskrevs av Piesschaert. Chassalia petitiana ingår i släktet Chassalia och familjen måreväxter. IUCN kategoriserar arten globalt som sårbar. Inga underarter finns listade i Catalogue of Life.